# Cistus loreti
Cistus loreti är en solvändeväxtart som beskrevs av Georges Rouy och Fouc.. Cistus loreti ingår i släktet Cistus och familjen solvändeväxter. Inga underarter finns listade i Catalogue of Life.